# Pericycos guttatus
Pericycos guttatus là một loài bọ cánh cứng trong họ Cerambycidae.